# TH000
Хуан Сян (кит. упр. 黄翔, пиньинь Huáng Xiáng, род. 20 марта 1989), также известный под ником «TH000» — профессиональный китайский киберспортсмен, игрок в Warcraft III (раса людей). Выступает за китайскую команду Tyloo, до этого играл в немецкой Mousesports и китайской wNv. Играет в Warcraft III с момента появления игры. Один из лучших игроков в мире, победитель восьми крупных турниров в 2010 году, первый номер в рейтинге GosuGamers по состоянию на май 2011 года.

## Достижения
2007 год
- Make Games Colorful 2007 — 3000$

2008 год
- ESWC 2008 China Finals (Китай, Уси) — 4400$
- China versus Korea Series Season III — 1020$

2009 год
- PGL Championship Challenge (Китай, Пекин)
- IEF 2009 China Finals (Китай, Далянь) — 5850$
- IEF 2009 (Южная Корея, Сувон) — 2000$

2010 год
- TopGamer Progaming League
- ECL 2010 Season 1
- ChinaCup 2010
- ECG 2010 Season 1
- Beat IT Grand Finals (Китай, Пекин) — 2500$
- Germany-China E-Sports Friendly Contest 2010
- ECL 2010 Season 4
- World e-Sports Masters 2010 (Китай, Ханчжоу) — 12000$
- ECL 2010 Finals